# Алед Бру
Алед Бру (енгл. Aled Brew; 9. август 1986) професионални је рагбиста и репрезентативац Велса, који тренутно игра за Њупорт Гвент Дрегонсе. Највећи траг оставио је у Дрегонсима, Оспрејсима и Биарицу. У сезони 2007/2008 имао је малу минутажу због неприкосновеног Шејна Вилијамса на тој позицији. За репрезентацију Велса је дебитовао у купу шест нација 2007, у мечу против Ирске. 16. фебруара 2007. био је жртва расистичког напада у Алстеру. Био је на ширем списку играча, који су конкурисали за место у репрезентацији Велса за светско првенство 2007, али није упао. Први есеј у дресу "змајева" је дао против барбаријанса у тест мечу 4. јуна 2011. Био је део селекције Велса на светском првенству 2011, одржаном на Новом Зеланду. Његов рођени брат Нејтан Бру је такође професионални рагбиста.